# 前川清
前川 清（まえかわ きよし、本名同じ、1948年8月19日 - ）は、日本の歌手。長崎県北松浦郡鹿町町出身。
長男は歌手で俳優の紘毅で、次女は歌手の前川侑那（Dire Wolf）。姪の義弟に元俳優の加勢大周がいる。

## 来歴・人物

### 若き日
1948年、長崎県北松浦郡鹿町町下歌ヶ浦大加勢の生まれ。4人姉弟（姉2人、兄1人）の末っ子。生後まもなく同県佐世保市に移る。父は佐世保の米軍基地に船大工として勤務していたという。1961年、佐世保市立山手小学校卒業。小学3年生の時に変形性股関節症から1年間入院生活を送る。少年時代は野球が好きで、米軍基地で働く日本人職員の子弟を集めてチームを作っていたことがあり、佐世保市立花園中学校時代はエースピッチャーだった。長崎南山高校進学後の高校時代にも投手として野球部に在籍していた。米軍の佐世保基地の兵舎から流れてきたジャズに衝撃を受け、中学・高校とジャズに熱中、ジャズ好きが高じて歌手への夢を抱くようになる。平浩二とは小・中学校の同級生である。

### 歌手デビュー
1968年、野球部を退部して野球を辞めるのと同時に、本人いわく「野球推薦での入学のような形だったので」高校を2年で中退後、叔父の経営する名古屋・六番町の鉄工所に就職。しかし鉄工所は半年で辞めて長崎に戻り、フランスベッドに転職するも半年で退職。休日は近所のパチンコ店や喫茶店で時間をつぶすなか、歌手への夢は諦められなかったという。その後ダスキンのセールスマンなどを経て、長崎市内のキャバレーで歌っていたところを小林正樹に見出され、「内山田洋とクール・ファイブ」に参加。最初は楽器運びなどのバンドボーイとして付いていたが、東京パンチョスのリーダーで音楽プロデューサーのチャーリー石黒に見出され、リード・ヴォーカリストとして起用される。
1969年2月5日、『長崎は今日も雨だった』でメジャーデビュー。同年の第20回NHK紅白歌合戦で紅白初出場。「噂の女」（1970年）、「そして、神戸」（1972年）、「中の島ブルース」（1975年）、「東京砂漠」（1976年）など多くのヒット曲を残した。紅白出場回数はクールファイブ時代とソロでの出場合わせて29回にも及び、歴代の白組で6番目に多い。
クール・ファイブの初期は、常に澄まし顔で斜に構え、ほとんど喋らないと言う冷たい二枚目キャラクターであった。しかし1970年代半ばにフジテレビ「欽ちゃんのドンとやってみよう!」のレギュラーに起用されると個性を発揮し、笑いの才能も認められるようになった。のちに、初期のクールキャラも「欽ドン!」時代の朴訥な大ボケキャラも「演技だった」と告白している。
1971年に藤圭子と結婚したが翌年に離婚。一時期、アン・ルイスとの交際も噂された。
若い時期は演歌や歌謡曲のみならず、欧米のポップスやロックも好きで、コンサートなどでもよく歌っており、当時のライブ盤に多数収録されている。ソロ活動では、ソロデビュー曲の「雪列車」（作曲・坂本龍一）や、「フィクションのように」（作曲・井上大輔）など、ポップス色を出した曲も数多く歌っている。
以降、歌手のみならず「8時だョ!全員集合」「ドリフ大爆笑」や前述の「欽ドン!」といったバラエティ番組のコントでも活躍。「欽ドン!」では萩本欽一と“コント54号”を結成していた。1990年代からは梅沢富美男とのコンビでNHK総合テ『ふるさと皆様劇場』や舞台でコントを見せていた。

### ソロ歌手として
1980年9月27日に日本青年館で初のソロ・コンサートを開催。1987年、クール・ファイブ脱退によりソロ活動を本格的に開始。
1997年、ニッポン放送「福山雅治のオールナイトニッポン」に、前年の紅白歌合戦で歌った「抱きしめて」のリクエストが同番組あてに殺到したことがきっかけでゲスト出演。この時同郷（長崎出身）の福山雅治に曲制作を依頼、2002年発売の「ひまわり」でコラボレーションが実現した。なお、このCDのジャケット写真は福山が撮影している。同曲はヒットし、同年の紅白歌合戦で披露している。
マイクを片手に、一本立ちで歌唱する姿が特徴的であるが、Mr.Childrenの桜井和寿は、「一本立ちであれだけの表現力を持っているところは尊敬に値する」とラジオ番組で語っていた。のちに雑誌のアンケートでも「自分の書いた曲を歌ってほしい人」という質問に対し「前川清さん」と答えている。
2007年3月11日のNHKのど自慢チャンピオン大会でゲスト歌唱の際、司会の宮本隆治が「氷川きよしさんで『一剣』、前川清さんで『せめて今夜だけは』」と言うところを「前川清さんで『一剣』、氷川きよしさんで『せめて今夜だけは』」と言い間違えたことを逆手に取り、歌唱後に「氷川きよしでした!」と言って笑いをとった。この手のネタは2005年の紅白歌合戦でも司会の山本耕史が前川を「山川、あっごめんなさい。前川清さんです」と言った際にも見せている。
自身の持ち馬であるコイウタが2007年にヴィクトリアマイルを優勝したことおよび、2006年紅白歌合戦にクール・ファイブを再結成して出場したことが契機となり、その後クールファイブのメンバーと共に20年ぶりにレコーディングを行い、「前川清＆クール・ファイブ」として新曲を出すこととなった。以降、"前川清＆クールファイブ"として、ソロ活動と並行しながら活動している。
2008年8月、60歳を前に小学3年生の頃から悩まされていたという変形性股関節症の手術を受けたことを明らかにした（8月5日に施術）。2009年には加藤清史郎が出演するCMトヨタ自動車「こども店長」CMオリジナル曲「こども店長のうた」を歌唱した。
2012年から放送が開始された、九州朝日放送の旅番組「前川清の笑顔まんてんタビ好キ」では、お笑い芸人のえとう窓口（Wエンジン）とともに九州を中心とした日本各地の行き当たりばったりの旅を行い、九州地方では人気番組になっている。
レコード会社はクール・ファイブを脱退以後、RVC（1982年 - 1986年）ポニーキャニオン（1987年 - 1996年）、BMGビクター（1996年 - 1999年）、ガウスエンタテインメント（現：徳間ジャパンコミュニケーションズ）（1999年 - 2002年）を経て、2002年からはテイチクエンタテインメントに所属。

### 競走馬オーナーとして

前川企画の勝負服

競馬好きで、競走馬オーナーでもある。中央競馬（JRA）の所有馬は以下の通り
- コイウタ
  - 前川企画名義、名前の由来は母馬の名前（ヴァイオレットラブ）と自身のヒット曲「恋唄」
  - 2006年のデイリー杯クイーンカップ（GIII）で勝利し、同年の桜花賞（GI）でも三着に入った。そして2007年5月13日、ヴィクトリアマイルを制し2007年度のJRA賞最優秀4歳以上牝馬に選出。これにより、前川は芸能人馬主としてグレード制施行後初のGI級（JpnI）レース優勝を飾った。グレード制施行前のGI級レース優勝を含めると高峰三枝子（スウヰイスー：1952年 桜花賞、優駿牝馬）以来2人目である。
  - 前川本人は競馬場で観戦すると所有馬が勝てないと言うジンクスから、「ゲンを担いで」北海道にある知人の牧場を訪問し、テレビ中継でレースを観戦していた。同馬の優勝の瞬間に興奮のあまり手で机を叩き、突き指してしまったという。なお、レースの表彰式には馬主代理として前川の長女が出席した。この後、前川は急遽帰京し、当日夜の関係者による祝勝会に出席し「（嬉しさで）立ちくらみがした。こんな経験は初めてです」と喜びを語った。
- ケイティーボーン
  - 前川個人名義、1986年ステイヤーズステークス三着。
- ヒゼンホクショー
  - 前川企画名義、2002年東京オータムジャンプ一着。

### クリスチャン
カトリック信徒で、洗礼名「セバスチャン」を持っている。進学した高校もカトリック系。コンサートなどで時折話のネタに使うことがある。
自宅の近所にある教会のパーティに「同じクリスチャンだから」とノーギャラで出演を快諾したこともある。また母親は前川の離婚・再婚問題で時の教皇パウロ6世に直談判したことがある。
長崎南山高校時代の同級生に、カトリック大阪大司教（2018年時点）のトマス・アクィナス前田万葉枢機卿がいる。

### 錦鯉育成
また前川は、自宅の庭に育成用のプールを作ってしまうほどに幼少期から錦鯉が好きである。歌手デビュー間もない頃から、新潟県小千谷市の鯉の養魚場に通いはじめていたほどだった。
息子の紘毅はこの件について「プールが欲しいか？と突然清に聞かれ、欲しいと言うと、ほどなくして庭にプールが出来ていた。友人たちと毎日のように泳いで遊んでいたが、夏休みが終わったころには錦鯉が泳いでいた」と話している。また、清が子供よりも錦鯉を可愛がるため、父がいない時に釣りをして遊んでいたが、鯉の口に針の穴が開いているのを清が発見、「あんなに怒られたことはない」というほど激怒されたという。
2014年11月、全日本鱗友会が主催する第45回全国錦鯉品評会では、自身のブランド鯉「前川紅白」が全体総合優勝に選ばれている。

### 桑田佳祐との関係
サザンオールスターズの桑田佳祐は中学時代からクール・ファイブのファンであり、前川を意識した髪型で学校に通った時期もあったという。また、掃除の時間で机をすべて後ろに下げた際に、教壇をステージに見立て黒板消しをマイク代わりにして前川のものまねを始めたエピソードを同級生の宮治淳一が証言している。
桑田はプロとして活躍して以降も前川のものまねを度々披露したこともあり、『昭和八十三年度! ひとり紅白歌合戦』(2008年)、『桑田佳祐 ライブ in 神戸＆横浜 2011〜年忘れ!! みんなで元気になろうぜ!!の会〜』(2011年)、『昭和八十八年度! 第二回ひとり紅白歌合戦』(2013年)では、クール・ファイブのメンバーに扮した映像がバックモニターに映され、全部で1人6役を演じる一面も見せている。また、サザンオールスターズの2016年のライブ・ビデオ『おいしい葡萄の旅ライブ –at DOME & 日本武道館-』では「エロティカ・セブン」を前川口調で歌うシーンが存在する。
前川も桑田の才能・楽曲を認め、これまでに「真夏の果実」「TSUNAMI」「SEA SIDE WOMAN BLUES」のカバーに挑戦しており、インタビューでは「サザンのを全部カバーしたいですね」「「勝手にシンドバッド」とか、僕とはかけ離れている曲も歌ってみたいです」といったことも述べている。
桑田のレギュラーラジオ番組「桑田佳祐のやさしい夜遊び」(TOKYO FM)2015年11月7日・14日放送分では「前川清特集」が行われた。スタッフによると前川はこれに対して「桑田さんに感謝！感謝！感謝！」と言っていたという。

### その他
血液型はO型。

## ディスコグラフィ
- クール・ファイブとしての作品については「内山田洋とクール・ファイブ#ディスコグラフィ」を参照。

### シングル
| #  | 発売日          | 曲順 | タイトル                              | 作詞          | 作曲         | 編曲         | レーベル          | 規格品番   |
| -- | --------------- | ---- | ------------------------------------- | ------------- | ------------ | ------------ | ----------------- | ---------- |
| 1  | 1982年 10月21日 | A面  | 雪列車                                | 糸井重里      | 坂本龍一     | 坂本龍一     | RVC               | RHS-542    |
| 1  | 1982年 10月21日 | B面  | 真昼なり                              | 橋本治        | 坂本龍一     | 坂本龍一     | RVC               | RHS-542    |
| 2  | 1983年 5月1日   | A面  | わがまま                              | 糸井重里      | 後藤次利     | 後藤次利     | RVC               | RHS-546    |
| 2  | 1983年 5月1日   | B面  | ファニー                              | 山川啓介      | 鈴木茂       | 鈴木茂       | RVC               | RHS-546    |
| 3  | 1984年 11月21日 | A面  | フィクションのように                  | 竹花いち子    | 井上大輔     | 井上大輔     | RVC               | RHS-552    |
| 3  | 1984年 11月21日 | B面  | CI・008便                             | 伊勢正三      | 水谷公生     | 水谷公生     | RVC               | RHS-552    |
| 4  | 1985年 11月21日 | A面  | 枯葉小僧の子守唄                      | 藤田まさと    | 内山田洋     | あかのたちお | RVC               | RHS-559    |
| 4  | 1985年 11月21日 | B面  | ふたり物語                            | 藤田まさと    | 中村泰士     | あかのたちお | RVC               | RHS-559    |
| 5  | 1986年 4月21日  | A面  | 愛愁路                                | 星野哲郎      | 猪俣公章     | 竜崎孝路     | RVC               | RHS-561    |
| 5  | 1986年 4月21日  | B面  | 心化粧                                | 星野哲郎      | 猪俣公章     | 竜崎孝路     | RVC               | RHS-561    |
| 6  | 1987年 2月21日  | A面  | 花の時・愛の時                        | なかにし礼    | 三木たかし   | 若草恵       | ポニー キャニオン | 7A-0689    |
| 6  | 1987年 2月21日  | B面  | 風の愛                                | 華盛開        | 華盛開       | 川口真       | ポニー キャニオン | 7A-0689    |
| 7  | 1988年 2月21日  | A面  | 涙                                    | 中島みゆき    | 中島みゆき   | 若草恵       | ポニー キャニオン | 7A-0822    |
| 7  | 1988年 2月21日  | B面  | 扉                                    | 白鳥静        | 田尾将実     | 川村栄二     | ポニー キャニオン | 7A-0822    |
| 8  | 1988年 10月21日 | A面  | 愛がほしい                            | 伊藤薫        | 伊藤薫       | 川村栄二     | ポニー キャニオン | 7A-0912    |
| 8  | 1988年 10月21日 | B面  | 星をかぞえて                          | 天野音彦      | 円広志       | 川村栄二     | ポニー キャニオン | 7A-0912    |
| 9  | 1989年 10月21日 | 01   | 恋唄                                  | 阿久悠        | 鈴木邦彦     | 馬飼野俊一   | ポニー キャニオン | PCDA-00016 |
| 9  | 1989年 10月21日 | 02   | 上海浪漫                              | たきのえいじ  | たきのえいじ | 若草恵       | ポニー キャニオン | PCDA-00016 |
| 10 | 1991年 7月21日  | 01   | 男と女の破片                          | 荒木とよひさ  | 都志見隆     | 川村栄二     | ポニー キャニオン | PCDA-00216 |
| 10 | 1991年 7月21日  | 02   | 恋まぼろし                            | 石原信一      | 大野克夫     | 竜崎孝路     | ポニー キャニオン | PCDA-00216 |
| 11 | 1992年 6月19日  | 01   | 夢一秒                                | 荒木とよひさ  | 都志見隆     | 川村栄二     | ポニー キャニオン | PCDA-00318 |
| 11 | 1992年 6月19日  | 02   | 星屑のシネマ                          | 荒木とよひさ  | 都志見隆     | 川村栄二     | ポニー キャニオン | PCDA-00318 |
| 12 | 1993年 5月21日  | 01   | 別れ曲でも唄って                      | 荒木とよひさ  | 都志見隆     | 川村栄二     | ポニー キャニオン | PCDA-00447 |
| 12 | 1993年 5月21日  | 02   | 羊たちの愛                            | 荒木とよひさ  | 都志見隆     | 川村栄二     | ポニー キャニオン | PCDA-00447 |
| 13 | 1994年 1月21日  | 01   | 悲しみの恋世界                        | 森川ゆう      | 都志見隆     | 川村栄二     | ポニー キャニオン | PCDA-00527 |
| 13 | 1994年 1月21日  | 02   | 流木                                  | 近田春夫      | 都志見隆     | 川村栄二     | ポニー キャニオン | PCDA-00527 |
| 14 | 1994年 10月21日 | 01   | 恋するお店                            | 千家和也      | 伊藤薫       | 竜崎孝路     | ポニー キャニオン | PCDA-00663 |
| 14 | 1994年 10月21日 | 02   | おんな・生きる哀しみ                  | 千家和也      | 劉家昌       | 竜崎孝路     | ポニー キャニオン | PCDA-00663 |
| 15 | 1995年 7月21日  | 01   | 終着駅 長崎                           | さだまさし    | さだまさし   | 今泉敏郎     | ポニー キャニオン | PCDA-00754 |
| 15 | 1995年 7月21日  | 02   | 砂の愛                                | 荒木とよひさ  | 都志見隆     | 川村栄二     | ポニー キャニオン | PCDA-00754 |
| 16 | 1996年 4月24日  | 01   | 抱きしめて                            | 大津あきら    | 浜圭介       | 川村栄二     | BMG               | BVDL-1034  |
| 16 | 1996年 4月24日  | 02   | 永遠                                  | 荒木とよひさ  | 新井正人     | 川村栄二     | BMG               | BVDL-1034  |
| 17 | 1997年 2月21日  | 01   | 薔薇のオルゴール                      | ちあき哲也    | 杉本真人     | 川村栄二     | BMG               | BVDL-1043  |
| 17 | 1997年 2月21日  | 02   | 優しさは嘘の匂い                      | 秋浩二        | 大谷明裕     | 川村栄二     | BMG               | BVDL-1043  |
| 18 | 1997年 11月1日  | 01   | 天使のえくぼ                          | 荒木とよひさ  | 近江孝彦     | 川村栄二     | BMG               | BVDL-1050  |
| 18 | 1997年 11月1日  | 02   | とても哀しいBLUE                      | 松井五郎      | 都志見隆     | 川村栄二     | BMG               | BVDL-1050  |
| 19 | 1997年 11月1日  | 01   | 恋未遂                                | 及川眠子      | 高橋ひろ     | 松永直樹     | BMG               | BVDL-1051  |
| 19 | 1997年 11月1日  | 02   | 鍵－KEY－                             | 森川ゆう      | 近江孝彦     | 竜崎孝路     | BMG               | BVDL-1051  |
| 20 | 1997年 11月1日  | 01   | 恋ごころ募らせて                      | 松本礼児      | 美樹克彦     | 川口真       | BMG               | BVDL-1052  |
| 20 | 1997年 11月1日  | 02   | 東京運河                              | 高畠じゅん子  | 四方章人     | 竜崎孝路     | BMG               | BVDL-1052  |
| 21 | 1998年 8月19日  | 01   | 神戸                                  | 前川清        | 都志見隆     | 森岡賢一郎   | BMG               | BVDH-11003 |
| 21 | 1998年 8月19日  | 02   | 風の駅                                | 田久保真見    | 都志見隆     | 岩本正樹     | BMG               | BVDH-11003 |
| 22 | 1999年 7月23日  | 01   | 明日に                                | 梶原茂人      | 梶原茂人     | 松永直樹     | ガウス            | GRDE-15    |
| 22 | 1999年 7月23日  | 02   | さよなら東京                          | 忍坂美由紀    | 松永直樹     | 若草恵       | ガウス            | GRDE-15    |
| 23 | 2000年 5月24日  | 01   | 流行歌                                | 岡田冨美子    | 市川昭介     | 宮下博次     | ガウス            | GRDE-39    |
| 23 | 2000年 5月24日  | 02   | 深い河                                | 岡田冨美子    | 市川昭介     | 宮下博次     | ガウス            | GRDE-39    |
| 24 | 2001年 1月24日  | 01   | 霖霖と                                | 阿閉真琴      | 都志見隆     | 京田誠一     | ガウス            | GRDE-51    |
| 24 | 2001年 1月24日  | 02   | とくべつなひと                        | 川村真澄      | 山田ゆうすけ | 船山基紀     | ガウス            | GRDE-51    |
| 25 | 2001年 5月30日  | 01   | 大阪                                  | 前川清 岩井薫 | 都志見隆     | 京田誠一     | ガウス            | GRDE-62    |
| 25 | 2001年 5月30日  | 02   | 涙気分                                | 川村真澄      | 花岡優平     | 船山基紀     | ガウス            | GRDE-62    |
| 26 | 2002年 6月5日   | 01   | ひまわり                              | 福山雅治      | 福山雅治     | 井上鑑       | テイチク          | TECE-11548 |
| 26 | 2002年 6月5日   | 02   | 雨を聴きながら                        | 福山雅治      | 福山雅治     | 吉川忠英     | テイチク          | TECE-11548 |
| 27 | 2003年 2月21日  | 01   | 夜間飛行                              | 五木寛之      | 都志見隆     | 井上鑑       | テイチク          | TECE-11569 |
| 27 | 2003年 2月21日  | 02   | 愛をもう一度                          | 五木寛之      | 都志見隆     | 井上鑑       | テイチク          | TECE-11569 |
| 28 | 2003年 9月25日  | 01   | 故郷の花のように                      | 麻こよみ      | 金田一郎     | 矢野立美     | テイチク          | TECA-11598 |
| 28 | 2003年 9月25日  | 02   | 愛を忘れた季節                        | 麻こよみ      | 金田一郎     | 若草恵       | テイチク          | TECA-11598 |
| 29 | 2004年 5月26日  | 01   | おいしい水                            | 阿久悠        | 都志見隆     | 川村栄二     | テイチク          | TECA-11628 |
| 29 | 2004年 5月26日  | 02   | 赤い糸の伝説                          | 阿久悠        | 都志見隆     | 川村栄二     | テイチク          | TECA-11628 |
| 30 | 2004年 12月16日 | 01   | よろこびの予感                        | 橋本淳        | 筒美京平     | 若草恵       | テイチク          | TECA-11658 |
| 30 | 2004年 12月16日 | 02   | 愛を下さい                            | 橋本淳        | 筒美京平     | 若草恵       | テイチク          | TECA-11658 |
| 31 | 2005年 7月21日  | 01   | 愛と戯れの隣りに…                     | 荒木とよひさ  | 徳久広司     | 竜崎孝路     | テイチク          | TECA-12011 |
| 31 | 2005年 7月21日  | 02   | 帰って来た女                          | 池田充男      | 徳久広司     | 竜崎孝路     | テイチク          | TECA-12011 |
| 32 | 2006年 4月19日  | 01   | 窓                                    | 荒木とよひさ  | 徳久広司     | 杉山正明     | テイチク          | TECA-12042 |
| 32 | 2006年 4月19日  | 02   | 朝やけ                                | 高畠じゅん子  | 四方章人     | 杉山正明     | テイチク          | TECA-12042 |
| 33 | 2007年 1月1日   | 01   | せめて今夜だけは                      | 伊勢正三      | 脇山和夫     | 萩田光雄     | テイチク          | TECA-12079 |
| 33 | 2007年 1月1日   | 02   | 心にくちづけて                        | 田久保真見    | 網倉一也     | 萩田光雄     | テイチク          | TECA-12079 |
| 34 | 2009年 3月17日  | 01   | あかり灯して                          | 伊勢正三      | 伊勢正三     | 佐藤準       | テイチク          | TECA-12172 |
| 34 | 2009年 3月17日  | 02   | 青い港                                | 喜多條忠      | 伊勢正三     | 佐藤準       | テイチク          | TECA-12172 |
| 35 | 2009年 10月7日  | 01   | 時の想い                              | 前川清        | BOUNCEBACK   | 若草恵       | テイチク          | TECA-12198 |
| 35 | 2009年 10月7日  | 02   | 今がチャンスさ                        | 及川眠子      | 渡部大介     | 若草恵       | テイチク          | TECA-12198 |
| 36 | 2010年 6月23日  | 01   | ゆれて博多で                          | 井田実        | 上野浩司     | 桜庭伸幸     | テイチク          | TECA-12236 |
| 36 | 2010年 6月23日  | 02   | 南風通信                              | 立花美雪      | 杉内信介     | 桜庭伸幸     | テイチク          | TECA-12236 |
| 37 | 2011年 3月16日  | 01   | あの時代にはもどれない                | 高畠じゅん子  | 彩木雅夫     | 田代修二     | テイチク          | TECA-12275 |
| 37 | 2011年 3月16日  | 02   | マンハッタン                          | 秋谷銀四郎    | 彩木雅夫     | 若草恵       | テイチク          | TECA-12275 |
| 38 | 2011年 9月1日   | 01   | SEA SIDE WOMAN BLUES                  | 桑田佳祐      | 桑田佳祐     | 斎藤誠       | テイチク          | TECA-12304 |
| 38 | 2011年 9月1日   | 02   | フライト                              | さいとう大三  | 馬飼野俊一   | 馬飼野俊一   | テイチク          | TECA-12304 |
| 38 | 2011年 9月1日   | 03   | 昔があるから(LIVE)                    | 杉紀彦        | 曽根幸明     | -            | テイチク          | TECA-12304 |
| 39 | 2012年 5月9日   | 01   | 哀しみの終りに                        | 伊集院静      | 都志見隆     | 萩田光雄     | テイチク          | TECA-12339 |
| 39 | 2012年 5月9日   | 02   | しばらくはここにいよう                | 伊集院静      | 都志見隆     | 萩田光雄     | テイチク          | TECA-12339 |
| 40 | 2012年 9月19日  | 01   | 春の旅人                              | 伊集院静      | 都志見隆     | 都志見隆     | テイチク          | TECA-12371 |
| 40 | 2012年 9月19日  | 02   | 人生の小瓶 －OH MY LOVELY DAY－       | 伊集院静      | 都志見隆     | 都志見隆     | テイチク          | TECA-12371 |
| 41 | 2013年 3月20日  | 01   | 黄昏の匂い                            | 荒木とよひさ  | 都志見隆     | 伊戸のりお   | テイチク          | TECA-12422 |
| 41 | 2013年 3月20日  | 02   | 駅舎－ターミナル－                    | 荒木とよひさ  | 都志見隆     | 伊戸のりお   | テイチク          | TECA-12422 |
| 42 | 2013年 9月4日   | 01   | 君が恋しくて                          | 原譲二        | 原譲二       | 川村栄二     | テイチク          | TECA-12470 |
| 42 | 2013年 9月4日   | 02   | Smile〜ほゝえみ〜                     | 荒木とよひさ  | 都志見隆     | 川村栄二     | テイチク          | TECA-12470 |
| 43 | 2014年 9月17日  | 01   | 花美〜はなび〜                        | 紘毅          | 紘毅         | 堀向彦輝     | テイチク          | TECA-12543 |
| 43 | 2014年 9月17日  | 02   | 夢物語                                | 紘毅          | 紘毅         | 堀向彦輝     | テイチク          | TECA-12543 |
| 44 | 2015年 6月17日  | 01   | 夢の隣り                              | 坂口照幸      | 弦哲也       | 川村栄二     | テイチク          | TECA-13607 |
| 44 | 2015年 6月17日  | 02   | 恋模様                                | 坂口照幸      | 弦哲也       | 伊戸のりお   | テイチク          | TECA-13607 |
| 44 | 2015年 6月17日  | 03   | 倖せの約束 －男のありがとう－         | 荒木とよひさ  | 谷本新       | 谷本新       | テイチク          | TECA-13607 |
| 45 | 2016年 3月16日  | 01   | 都風                                  | 久保田洋司    | 谷本新       | 川村栄二     | テイチク          | TECA-13670 |
| 45 | 2016年 3月16日  | 02   | もっと愛して                          | 紘毅          | 谷本新       | 川村栄二     | テイチク          | TECA-13670 |
| 46 | 2016年 11月16日 | 01   | 倖せの約束 －男のありがとう－         | 荒木とよひさ  | 谷本新       | 伊戸のりお   | テイチク          | TECA-13722 |
| 46 | 2016年 11月16日 | 02   | 倖せの背中                            | 荒木とよひさ  | 弦哲也       | 伊戸のりお   | テイチク          | TECA-13722 |
| 47 | 2017年 9月20日  | 01   | 嘘よ                                  | 久野征四郎    | 弾厚作       | 川村栄二     | テイチク          | TECA-13792 |
| 47 | 2017年 9月20日  | 02   | りんどう小唄                          | 峰森一早季    | 弾厚作       | 川村栄二     | テイチク          | TECA-13792 |
| 48 | 2018年 5月16日  | 01   | 初恋 Love in fall                     | 糸井重里      | 酒井省吾     | 若草恵       | テイチク          | TECA-13841 |
| 48 | 2018年 5月16日  | 02   | それは、ラララ。                      | 糸井重里      | 酒井省吾     | 酒井省吾     | テイチク          | TECA-13841 |
| 49 | 2019年 6月5日   | 01   | ステキで悲しい                        | 水野良樹      | 水野良樹     | 川村栄二     | テイチク          | TECA-13925 |
| 49 | 2019年 6月5日   | 02   | 修羅シュシュシュ!                     | 高橋久美子    | 水野良樹     | 川村栄二     | テイチク          | TECA-13925 |
| 50 | 2020年 9月16日  | 01   | 歩いて行こう                          | 紘毅          | 紘毅         | 堀向彦輝     | テイチク          | TECA-20053 |
| 50 | 2020年 9月16日  | 02   | 花美〜はなび〜 (アコースティックVer.) | 紘毅          | 紘毅         | 大嶋吾郎     | テイチク          | TECA-20053 |
| 51 | 2021年 9月29日  | 01   | 胸の汽笛は今も                        | 有馬三恵子    | 都志見隆     | 萩田光雄     | テイチク          | TECA-21046 |
| 51 | 2021年 9月29日  | 02   | 虹がかかるように                      | 紘毅          | 紘毅         | 杉山ユカリ   | テイチク          | TECA-21046 |
| 52 | 2023年 1月1日   | 01   | 昭和から                              | さだまさし    | さだまさし   | 坂本昌之     | テイチク          | TECA-23001 |
| 52 | 2023年 1月1日   | 02   | 思い出は恋しくて、 見た夢は儚くて     | 紘毅          | 紘毅         | 坂本昌之     | テイチク          | TECA-23001 |
| 53 | 2023年 12月13日 | 01   | あなただけ (リアレンジバージョン)     | 円広志        | 円広志       | 杉山ユカリ   | テイチク          | TECA-23071 |
| 53 | 2023年 12月13日 | 02   | 博多駅                                | 紘毅          | 紘毅         | 杉山ユカリ   | テイチク          | TECA-23071 |
| 54 | 2024年 11月6日  | 01   | 風潮                                  | 永井龍雲      | 永井龍雲     | 萩田光雄     | テイチク          | TECA-24062 |
| 54 | 2024年 11月6日  | 02   | 仲間と言う家族                        | 永井龍雲      | 永井龍雲     | 萩田光雄     | テイチク          | TECA-24062 |

- 前川清&クール・ファイブ名義。

| # | 発売日          | 曲順 | タイトル            | 作詞     | 作曲     | 編曲     | レーベル | 規格品番   |
| - | --------------- | ---- | ------------------- | -------- | -------- | -------- | -------- | ---------- |
| 1 | 2007年 7月1日   | 01   | 恋唄－2007－        | 阿久悠   | 鈴木邦彦 | 若草恵   | テイチク | TECA-12105 |
| 1 | 2007年 7月1日   | 02   | 桜のやうに          | 伊藤薫   | 伊藤薫   | 若草恵   | テイチク | TECA-12105 |
| 2 | 2007年 12月19日 | 01   | 悲しい街さ〜TOKYO〜 | 木下詩野 | 都志見隆 | 宮下博次 | テイチク | TECA-12120 |
| 2 | 2007年 12月19日 | 02   | さよならは言えない  | 木下詩野 | 都志見隆 | 宮下博次 | テイチク | TECA-12120 |

#### デュエット・シングル
| 発売日          | デュエット | 曲順 | タイトル                                         | 作詞         | 作曲         | 編曲       | レーベル | 規格品番   |
| --------------- | ---------- | ---- | ------------------------------------------------ | ------------ | ------------ | ---------- | -------- | ---------- |
| 2003年 1月22日  | チェウニ   | 01   | スロー・グッドナイト                             | 夏海裕子     | 網倉一也     | 宮崎慎二   | テイチク | TECE-11560 |
| 2003年 1月22日  | チェウニ   | 02   | そして二人は…                                    | 夏海裕子     | 網倉一也     | 宮崎慎二   | テイチク | TECE-11560 |
| 2003年 11月21日 | 梅沢富美男 | 01   | 言えないグッバイ                                 | もりちよこ   | 金田一郎     | 矢野立美   | テイチク | TECA-11609 |
| 2003年 11月21日 | 梅沢富美男 | 02   | 夢また夢                                         | もりちよこ   | 金田一郎     | 矢野立美   | テイチク | TECA-11609 |
| 2005年 6月8日   | 梅沢富美男 | 01   | 朝まで踊ろう                                     | 麻こよみ     | 金田一郎     | 伊戸のりお | テイチク | TECA-12008 |
| 2005年 6月8日   | -          | 02   | 男と女の破片 (アコースティックVer.) (歌：前川清) | 荒木とよひさ | 都志見隆     | 西直樹     | テイチク | TECA-12008 |
| 2005年 6月8日   | -          | 03   | 東京砂漠 (アコースティックVer.) (歌：前川清)     | 吉田旺       | 内山田洋     | 西直樹     | テイチク | TECA-12008 |
| 2008年 9月24日  | 藤山直美   | 01   | Love Songが聴こえない                            | 荒木とよひさ | 都志見隆     | 都志見隆   | テイチク | TECA-12154 |
| 2008年 9月24日  | -          | 02   | 櫻と雲と (歌：前川清)                            | 荒木とよひさ | 都志見隆     | 都志見隆   | テイチク | TECA-12154 |
| 2008年 9月24日  | 藤山直美   | 03   | 櫻と雲と(Duet Ver.)                              | 荒木とよひさ | 都志見隆     | 都志見隆   | テイチク | TECA-12154 |
| 2013年 8月21日  | 石川さゆり | 01   | 愛よ静かに眠れ                                   | 荒木とよひさ | 都志見隆     | 川村栄二   | テイチク | TECA-12467 |
| 2013年 8月21日  | 石川さゆり | 02   | グラスの中の恋人                                 | 荒木とよひさ | 都志見隆     | 川村栄二   | テイチク | TECA-12467 |
| 2020年 4月15日  | 川中美幸   | 01   | 東京シティ・セレナーデ                           | 冬弓ちひろ   | 花岡優平     | 中村力哉   | テイチク | TECA-20023 |
| 2020年 4月15日  | 川中美幸   | 02   | ヘイ・ポーラ                                     | みナみカズみ | R.Hildebrand | 伊戸のりお | テイチク | TECA-20023 |

### アルバム

#### オリジナル・アルバム
| 発売日         | タイトル                       | レーベル         | 規格品番         |
| -------------- | ------------------------------ | ---------------- | ---------------- |
| 1982年11月21日 | KIYOSHI                        | RVC              | RHL-8809【LP】   |
| 1990年1月21日  | KIYOSHI                        | ポニーキャニオン | PCCA-00038【CD】 |
| 1997年11月1日  | KIYOSHI                        | BMG              | BVCH-3113【CD】  |
| 1987年4月21日  | 花の時・愛の時                 | ポニーキャニオン | D32A-0280        |
| 1988年3月21日  | 歌手                           | ポニーキャニオン | D32A-0357        |
| 1990年8月21日  | 愛の続きは…                    | ポニーキャニオン | PCCA-00111       |
| 1991年10月21日 | 男と女の破片                   | ポニーキャニオン | PCCA-00313       |
| 1992年12月6日  | 夢一秒                         | ポニーキャニオン | PCCA-00405       |
| 1993年9月17日  | 別れ曲でも唄って               | ポニーキャニオン | PCCA-00479       |
| 1994年11月18日 | 悲しみの恋世界・夢まぼろし12景 | ポニーキャニオン | PCCA-00692       |
| 1995年1月20日  | 恋するお店                     | ポニーキャニオン | PCCA-00714       |
| 1997年11月1日  | 天使のえくぼ                   | BMG              | BVCH-648         |
| 2001年6月21日  | 大阪〜霖霖と                   | ガウス           | GRCE-1013        |
| 2003年11月21日 | 前川清35周年記念〜愛の花束〜   | テイチク         | TECE-30441       |

#### ベスト・アルバム
| 発売日         | タイトル                                               | レーベル         | 規格品番       |
| -------------- | ------------------------------------------------------ | ---------------- | -------------- |
| 1987年7月21日  | 前川清ベスト                                           | ポニーキャニオン | D32A-0304      |
| 1989年11月21日 | 前川清ベスト20                                         | ポニーキャニオン | PCCA-00018     |
| 1991年12月15日 | 前川清ベスト                                           | ポニーキャニオン | PCCA-00339     |
| 1993年1月21日  | スペシャルベスト                                       | ポニーキャニオン | PCCA-00429     |
| 1993年12月1日  | ベスト25 Best of First Quarter                         | ポニーキャニオン | PCCA-00523     |
| 1994年12月16日 | ゴールデンベスト                                       | ポニーキャニオン | PCCA-00707     |
| 1995年12月16日 | 前川清ベスト〜終着駅 長崎〜                            | ポニーキャニオン | PCCA-00854     |
| 1996年5月22日  | KIYOSHI SUPER COLLECTION BEST10 抱きしめて             | BMG              | BVCH-638       |
| 1996年11月21日 | KIYOSHI SUPER COLLECTION BEST10 Vol.2                  | BMG              | BVCH-641       |
| 1998年6月24日  | デビュー30周年記念 30年の歌波み 前川清ベストヒット30   | BMG              | BVCH-5901〜02  |
| 1998年11月21日 | NEW BEST 神戸                                          | BMG              | BVCH-11007     |
| 1999年5月26日  | 旅ロマン BEST14                                        | ガウス           | GRCE-1002      |
| 1999年9月22日  | バラード・セレクション 明日に                          | ガウス           | GRCE-1003      |
| 2000年6月21日  | ミレニアム・ベスト 流行歌                              | ガウス           | GRCE-1007      |
| 2000年11月22日 | 私集                                                   | ガウス           | GRCE-1009      |
| 2002年7月1日   | 全曲集 ひまわり                                        | テイチク         | TECE-32303     |
| 2002年7月1日   | 前川清コレクション 雪列車〜ひまわり                    | テイチク         | TECE-30304     |
| 2002年9月26日  | 前川清大全集                                           | テイチク         | TECE-52323〜24 |
| 2003年10月22日 | 2004年全曲集                                           | テイチク         | TECE-32423     |
| 2004年10月21日 | 2005年全曲集                                           | テイチク         | TECE-32510     |
| 2005年11月23日 | 2006年全曲集                                           | テイチク         | TECE-32611     |
| 2006年1月25日  | 前川清大全集                                           | テイチク         | TECE-48618〜19 |
| 2006年11月22日 | 2007年全曲集                                           | テイチク         | TECE-32672     |
| 2007年8月22日  | 前川清&内山田洋とクール・ファイブ ベスト・コレクション | テイチク         | TECE-35705〜06 |
| 2007年11月21日 | 2008年全曲集                                           | テイチク         | TECE-32730     |
| 2008年1月23日  | 前川清大全集                                           | テイチク         | TECE-48744〜45 |
| 2008年6月25日  | 前川清 愛を唄う                                        | テイチク         | TECE-20778     |
| 2008年11月26日 | 2009年全曲集                                           | テイチク         | TECE-32794     |
| 2009年11月18日 | 2010年全曲集                                           | テイチク         | TECE-32861     |
| 2010年1月20日  | 前川清大全集                                           | テイチク         | TECE-48875〜76 |
| 2010年11月24日 | 2011年全曲集                                           | テイチク         | TECE-32951     |
| 2011年7月20日  | こんないい曲ありました〜前川清&大沢悠里の自薦他薦〜    | テイチク         | TECE-25998     |
| 2011年11月23日 | 2012年全曲集                                           | テイチク         | TECE-3024      |
| 2011年12月14日 | 前川清大全集                                           | テイチク         | TECE-3037〜38  |
| 2012年11月21日 | 2013年全曲集                                           | テイチク         | TECE-3095      |
| 2013年11月20日 | 2014年全曲集                                           | テイチク         | TECE-3192      |
| 2013年12月11日 | 前川清大全集                                           | テイチク         | TECE-3211〜12  |
| 2014年7月23日  | 人恋しい休日の夜に Kiyoshi Maekawa B-side Collection   | テイチク         | TECE-3253      |
| 2014年11月19日 | 2015年全曲集                                           | テイチク         | TECE-3285      |
| 2015年11月18日 | 2016年全曲集                                           | テイチク         | TECE-3334      |
| 2015年12月16日 | 前川清大全集                                           | テイチク         | TECE-3342〜43  |
| 2016年11月16日 | 2017年全曲集                                           | テイチク         | TECE-3411      |
| 2017年10月18日 | 2018年全曲集                                           | テイチク         | TECE-3452      |
| 2017年12月13日 | 前川清大全集                                           | テイチク         | TECE-3476      |
| 2018年10月17日 | 2019年全曲集                                           | テイチク         | TECE-3505      |
| 2019年10月16日 | 2020年全曲集                                           | テイチク         | TECE-3542      |
| 2019年11月20日 | 前川清大全集                                           | テイチク         | TECE-3569〜70  |
| 2020年9月16日  | 2021年全曲集                                           | テイチク         | TECE-3589      |
| 2021年9月15日  | 2022年全曲集                                           | テイチク         | TECE-3640      |
| 2022年10月19日 | 2023年全曲集                                           | テイチク         | TECE-3674      |
| 2023年9月20日  | 全曲集                                                 | テイチク         | TECE-3704      |

#### カバー・アルバム
- My Favorite Songsシリーズ

| 発売日         | タイトル                        | レーベル | 規格品番  |
| -------------- | ------------------------------- | -------- | --------- |
| 2015年1月21日  | My Favorite Songs〜Oldies〜     | テイチク | TECI-1438 |
| 2016年5月18日  | My Favorite Songs〜Oldies〜II   | テイチク | TECE-3373 |
| 2017年10月18日 | My Favorite Songs〜Popular〜III | テイチク | TECE-3444 |
| 2019年7月3日   | My Favorite Songs〜Japanese〜IV | テイチク | TECE-3531 |
| 2020年12月16日 | My Favorite Songs〜Acoustic〜V  | テイチク | TECE-3616 |

#### ライブ・アルバム
| 発売日        | タイトル                                                  | レーベル | 規格品番  |
| ------------- | --------------------------------------------------------- | -------- | --------- |
| 2018年9月19日 | 前川清50周年 ほぼ日20周年 記念コンサート はじめての前川清 | テイチク | TECE-3497 |

#### CD-BOX
| 発売日         | タイトル                            | レーベル | 規格品番       |
| -------------- | ----------------------------------- | -------- | -------------- |
| 1999年10月21日 | HISTORY of Kiyoshi Maekawa 40 Songs | ガウス   | GRCE-1004〜06  |
| 2012年5月16日  | スーパープレミアムボックス          | テイチク | TECS-10521〜25 |
| 2018年9月19日  | 前川清大辞典                        | テイチク | TECS-10750〜55 |
| 2021年11月17日 | My Favorite Songs Complete Box      | テイチク | TECE-3665      |
| 2024年3月6日   | 55History                           | テイチク | TECE-3719      |

#### 参加作品
| 発売日         | タイトル                                      | 収録曲         | レーベル | 規格品番   |
| -------------- | --------------------------------------------- | -------------- | -------- | ---------- |
| 2002年11月20日 | ナイアガラで恋をして Tribute to EIICHI OHTAKI | 幸せな結末     | ワーナー | WPC6-10237 |
| 2018年11月28日 | ふたりぼっちで行こう                          | あなたとわたし | ビクター | VICL-65046 |

### 映像作品

#### ライブ
| 発売日         | タイトル                                                             | 規格 | 規格品番   |
| -------------- | -------------------------------------------------------------------- | ---- | ---------- |
| 2003年11月26日 | 35th Anniversary HAPPY LIVE                                          | VHS  | TEVE-42020 |
| 2003年11月26日 | 35th Anniversary HAPPY LIVE                                          | DVD  | TEBE-42020 |
| 2006年9月27日  | Love Collection〜ランコントル・ファン〜                              | VHS  | TEVE-38036 |
| 2006年9月27日  | Love Collection〜ランコントル・ファン〜                              | DVD  | TEBE-38036 |
| 2008年12月17日 | 40周年記念コンサート〜Happy Fortieth〜                               | DVD  | TEBE-38051 |
| 2013年12月11日 | 45周年記念コンサート 前川清&クール・ファイブ HISTORY〜歩んできた道〜 | DVD  | TEBE-45150 |
| 2018年12月12日 | 50周年記念コンサート〜時を忘れて〜                                   | DVD  | TEBE-50266 |
| 2023年9月20日  | 55周年記念コンサート〜ありのままに〜                                 | DVD  | TEBE-50339 |

#### ミュージック・ビデオ
| 発売日        | タイトル       | 規格 | 規格品番  |
| ------------- | -------------- | ---- | --------- |
| 2009年1月21日 | スターカラオケ | DVD  | TEBK-6023 |

### タイアップ曲
| 年     | 楽曲                         | タイアップ                                              |
| ------ | ---------------------------- | ------------------------------------------------------- |
| 1996年 | 抱きしめて                   | テレビ東京系「知ってドーするの!?」EDテーマ              |
| 2008年 | Love Songが聴こえない        | NHKラジオ「ラジオ深夜便」深夜便のうた(2008年10月〜12月) |
| 2012年 | 春の旅人                     | 映画「旅の贈りもの 明日へ」主題歌                       |
| 2015年 | 倖せの約束－男のありがとう－ | 高橋酒造「しろ」CMソング                                |
| 2018年 | あなたとわたし               | NHKラジオ「ラジオ深夜便」深夜便のうた(2018年10月〜11月) |
| 2020年 | 歩いて行こう                 | KBCテレビ「前川清の笑顔まんてんタビ好キ」OPテーマ       |
| 2021年 | 虹がかかるように             | KBCテレビ「前川清の笑顔まんてんタビ好キ」挿入歌         |

## 出演

### NHK紅白歌合戦出場歴
- クール・ファイブ時代に11回、ソロとして18回の合計29回出場している。クール・ファイブ時代の出場については、内山田洋とクール・ファイブ#NHK紅白歌合戦出場歴を参照。

| 年度   | 放送回 | 回 | 曲目                          | 対戦相手                 | 備考                                                                              |
| ------ | ------ | -- | ----------------------------- | ------------------------ | --------------------------------------------------------------------------------- |
| 1991年 | 第42回 | 初 | そして、神戸                  | ライマ                   | ソロとして初出場                                                                  |
| 1992年 | 第43回 | 2  | 男と女の破片                  | 川中美幸                 |                                                                                   |
| 1993年 | 第44回 | 3  | 別れ曲でも唄って              | オルケスタ・デ・ラ・ルス |                                                                                   |
| 1994年 | 第45回 | 4  | 恋するお店                    | 桂銀淑                   |                                                                                   |
| 1995年 | 第46回 | 5  | そして、神戸（2回目）         | 由紀さおり・安田祥子     | 同年1月の阪神・淡路大震災追悼を込めて歌唱 瞬間最高視聴率を獲得                    |
| 1996年 | 第47回 | 6  | 抱きしめて                    | 大月みやこ               |                                                                                   |
| 1997年 | 第48回 | 7  | 薔薇のオルゴール              | 森高千里                 | TOKIOがマジックを披露                                                             |
| 1998年 | 第49回 | 8  | 神戸                          | 工藤静香                 | 梅沢富美男が女形を披露                                                            |
| 1999年 | 第50回 | 9  | 東京砂漠                      | 藤あや子                 | 前半トリ                                                                          |
| 2000年 | 第51回 | 10 | 長崎は今日も雨だった          | 八代亜紀                 | 細川たかし、鳥羽一郎、吉幾三、山本譲二、DA PUMPがバックコーラスを担当             |
| 2001年 | 第52回 | 11 | 大阪                          | 中村美律子               |                                                                                   |
| 2002年 | 第53回 | 12 | ひまわり                      | 川中美幸（2）            | RAG FAIRがバックコーラスを担当                                                    |
| 2003年 | 第54回 | 13 | 東京砂漠（2回目）             | 香西かおり               |                                                                                   |
| 2004年 | 第55回 | 14 | そして、神戸（3回目）         | 夏川りみ                 | 前半トリ（2） ゴスペラーズがバックコーラスを担当                                  |
| 2005年 | 第56回 | 15 | 夜霧よ今夜も有難う            | 島谷ひとみ               | 1967年リリースの石原裕次郎の楽曲をカバー 平原まことがサックス演奏にて出演         |
| 2006年 | 第57回 | 16 | 長崎は今日も雨だった（2回目） | 森昌子                   | この年亡くなった内山田洋の追悼を込め、 クール・ファイブが一夜限り（当初）の再結成 |
| 2007年 | 第58回 | 17 | そして、神戸（4回目）         | 水森かおり               | クール・ファイブ、ムーディ勝山と共演                                              |
| 2008年 | 第59回 | 18 | 東京砂漠（3回目）             | 川中美幸（3）            | クール・ファイブと共演                                                            |

1. ↑  「長崎は今日も雨だった」は、クール・ファイブ時代と通算して合計3回歌唱されている。
2. ↑  「東京砂漠」は、クール・ファイブ時代と通算して合計4回歌唱されている。

（注意点）
- 備考のトリ等の次にある（ ）はトリ等を務めた回数を表す。
- 曲名の後の（○回目）は、紅白で披露された回数を表す。

### 映画
- ルパン三世 念力珍作戦（1974年、東宝、監督：坪島孝）
- にっぽん美女物語 女の中の女（1975年、松竹、監督：渡辺祐介）
- 美女放浪記（1977年、松竹、監督：渡辺祐介）
- トラック野郎・熱風5000キロ（1979年、東映、監督：鈴木則文）
- ピーマン80（1979年、東宝、監督：居作昌果・岡雄二）
- 元祖大四畳半大物語（1980年、にっかつ、監督：曽根中生・松本零士）
- 旅の贈りもの 〜明日へ〜（2012年、監督：前田哲）※初主演
- くちびるに歌を（2015年、アスミック・エース） - 東京消防庁の職員 役（声の出演）[24]
- 最高の人生の見つけ方（2019年、ワーナー・ブラザース映画） - 北原孝道 役
- スーパー戦闘 純烈ジャー（2021年、東映ビデオ） - 御前川 清 役[25][26]
- スーパー戦闘 純烈ジャー 追い焚き☆御免（2022年、東映ビデオ） - 御前川 清 役

### ドラマ
- 時間ですよ・昭和元年（TBS）
- 月曜ドラマランド「キップくん」（フジテレビ）主演
- ドラマスペシャル「湯けむり行進曲 ぼたんとリボン」（1986年、日本テレビ）
- 金曜エンタテイメント「恐妻家探偵の事件帖」（2000年、フジテレビ） - サラリーマン 役
- 月曜ミステリー劇場「駅前タクシー湯けむり事件案内」（2003年 - 2005年、TBS） - 前川新之助 役
- 新参者（2010年5月2日、TBS）
- 水戸黄門 第42部 第1話「お前は助さん 俺は格さん・江戸」（2010年10月11日、TBS） - 翁屋与右衛門 役
- 監獄のお姫さま（2017年） - 前川清 役（本人役）
- 舞いあがれ!（2022年） - 谷久也 役

### その他テレビ番組
- 欽ちゃんのドンとやってみよう!（フジテレビ、1975年 - 1980年）
- 幾三・譲二・前川の爆笑ふるさと自慢（1992年、NBN）
- ふるさと皆様劇場（NHK総合→NHK-BS2、1998年 - 2009年）
- 前川清の笑顔まんてんタビ好キ（九州朝日放送（KBC）2012年 - ）
- KIYOSHIとHIROKIのBAR TAKE5（KBCラジオ、2015年10月5日 - ） - 長男の紘毅と共演
- ちちんぷいぷい水曜日（毎日放送、2017年10月 - ） - 大友康平と交互に隔週ペースでスタジオパネラーとして全編に出演するほか、福島暢啓（毎日放送アナウンサー）とのコンビで「駅前シャッターチャンス」（街頭ロケ企画）のリポーターも担当。
- Momm!!(TBSテレビ)
  - 2016年5月2日、2016年5月30日、2016年6月20日、2016年8月1日、2016年8月8日、2016年8月15日まではゲスト出演。
  - 2016年10月17日 - サポーターとしてレギュラー出演。
- 前川くん山本くんのとりあえず1杯（ニッポン放送）
- 芸能人格付けチェック(2021年1月1日、2023年10月3日、2024年1月7日、2024年3月26日、2025年3月22日　ABCテレビ)

### 舞台
- 清&直美 気になるふたり（新橋演舞場、2010年）
- 喜劇「極楽町一丁目 -嫁姑千年戦争-」（2016年、シアター1010 ほか） - 浄念 役 [27]
- 新歌舞伎座開場65周年記念 前川清 藤山直美（2024年、新歌舞伎座）[28]

### CM
- 江崎グリコ - ワンタッチ・カレー、知床しぶき
- キリン・シーグラム - エンブレム[注釈 5]
- 大正製薬 - カプシプラスト
- ハウス食品 - うまかっちゃん、くいしんぼう学園
- ワダカン - 八方汁
- ダイア建設
- アイリスオーヤマ - 低温製法シリーズ。前川清&クールファイブとして5人での出演。
- サンレー
- 株式会社アビタシオン

## 著書
- 『恋唄に恋して』2008年